# Lampetis albidopilosa
Lampetis albidopilosa es una especie de escarabajo del género Lampetis, familia Buprestidae. Fue descrita científicamente por Nonfried en 1894.